# 胡傷
公孫 胡昜（こうそん こしょう、生没年不詳）は、中国戦国時代の秦の武将・客卿（かくけい）。またの名を胡傷・胡陽とも。

## 経歴

### 華陽の戦い
昭襄王34年（紀元前273年）、趙と魏は韓の重要な城邑である華陽を攻めた。韓の相国は陳筮に頼んで秦に救援を求め、秦の昭襄王は白起を派遣し、秦の宰相の魏冄は客卿の公孫胡昜の軍を韓の救援に派遣した。秦軍は8日で華陽の戦場に到着し、不意を突かれた趙と魏の連合軍は秦軍に敗退し、魏は13万の将兵が首を討たれ、3名の将軍が捕虜となり魏将の芒卯は敗走し、趙将の賈偃も秦軍に敗れ2万の趙兵が黄河に沈められた。秦はこの勝ちに乗じて魏に攻め入り、公孫胡昜は巻・蔡陽・長社を取り魏は南陽を差し出して秦と和を結んだ（華陽の戦い）。

### 閼与の戦い
昭襄王38年（紀元前269年）、公孫胡昜は趙の閼与を攻めるが、趙奢の奇策にはまり、大敗した（閼与の戦い）。この敗戦以後彼に関する詳細や記録は歴史資料には見られない。